# بوتس داي
بوتس داي (بالإنجليزية: Boots Day)‏ هو لاعب كرة قاعدة أمريكي، ولد في 31 أغسطس 1947 في إيليون في الولايات المتحدة.

## وصلات خارجية
- بوتس داي على موقعبيزبول رفرنس.كوم (الدوري الرئيسي) (الإنجليزية)
- بوتس داي على موقعبيزبول رفرنس.كوم (الدوري الثانوي) (الإنجليزية)